# Капустин, Евгений Иванович
Евге́ний Ива́нович Капу́стин (24 октября 1921, Окороково, Тверская губерния — 9 декабря 2005, Москва) — советский и российский экономист, специалист в области политической экономии социализма и научной организации труда. Исследовал проблемы трудовых ресурсов в СССР (образ и уровень жизни, благосостояние населения, участие работников в управлении предприятиями, место человека в системе экономических отношений). Занимался вопросами распределения, заработной платы и материального стимулирования. Член-корреспондент АН СССР с 23 декабря 1976 года по Отделению экономики.

## Биография
Участник Великой Отечественной войны. Член ВКП(б) с 1942 года. Окончил экономический факультет МГУ (1949). Кандидат экономических наук (1954, диссертация «Распределение по труду — экономический закон социализма»), доцент (1960). Заместитель начальника сводно-экономического отдела Госкомтруда СССР (1955—1958). Заместитель директора (1958—1962), директор (1965—1971) НИИ труда. Доктор экономических наук (1965, диссертация «Качественные различия в труде и их отражение в заработной плате»), профессор (1966). Директор Института экономики АН СССР (1971—1986), заместитель академика-секретаря Отделения экономики (1980—1985), главный научный сотрудник (1986—1993), советник РАН (1993).
Заместитель заведующего кафедрой политэкономии для естественных факультетов МГУ (1953—1955), заведующий кафедрами политэкономии для гуманитарных факультетов (1962—1965, 1978—2000) и экономики труда экономического факультета (1966—1971). С 2000 года — профессор Института государственного управления и социальных исследований МГУ, читал курсы «Экономика труда» и «Доходы и заработная плата», а также спецкурс «Уровень жизни и его измерение».
Похоронен в Москве на Троекуровском кладбище.

## Награды
Был награждён орденами Красной Звезды (1943), Отечественной войны II степени (1943), «Знак Почёта» (1966), Октябрьской Революции (1975), Трудового Красного Знамени (1981), медалями «За оборону Ленинграда» и «За победу над Германией в Великой Отечественной войне». Лауреат Ломоносовской премии (1966) за работу «Качество труда и заработная плата» и Государственной премии СССР (1982).

## Основные работы
- «Общественные фонды и рост благосостояния народа в СССР» (1962)
- «Труд и заработная плата в СССР» (1964; 2-е изд. 1974)
- «Тарифная система: труд и зарплата в СССР» (1968)
- «Сфера обслуживания при социализме» (1968, редактор)
- «Методологические проблемы экономики труда» (тт. 1—2, 1970)
- «Рост благосостояния советского народа — высшая цель экономической политики КПСС» (1974)
- «Социалистический образ жизни: экономический аспект» (1976)
- «Проблемы преодоления социально-экономических различий между городом и деревней» (1976, редактор)
- «Экономика развитого социалистического общества: основные черты, закономерности развития» (1977)
- «Материально-техническая база коммунизма» (тт. 1—2, 1977, совм. с Л. М. Гатовским и С. А. Хейнманом)
- «Труд в условиях развитого социализма: социально-экономические проблемы» (1977, редактор)
- «Строительство материально-технической базы коммунизма» (тт. 1—2, 1982, совм. с Л. М. Гатовским и С. А. Хейнманом)
- «Проблемы социалистического образа жизни» (1982, редактор)
- «Экономический строй социализма» (тт. 1—3, 1984, редактор)
- «Заработная плата и перестройка» (1986)